# Веронская загадка

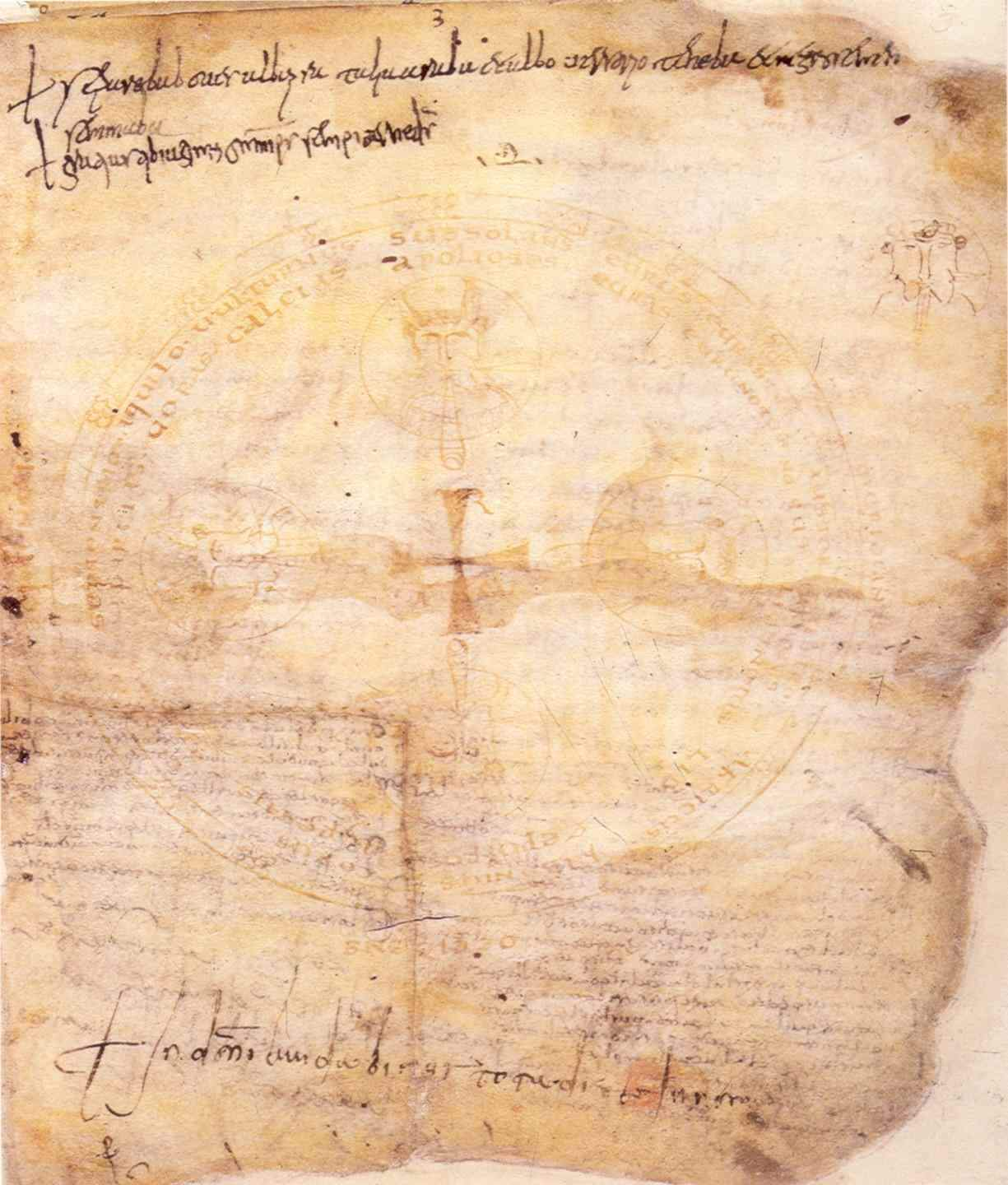
Веронская загадка на полях молитвенника

Веронская загадка (итал. Indovinello veronese) — письменный памятник, язык которого может быть отнесен как к средневековой латыни, так и к итальянскому вольгаре. Загадка написана на полях мосарабского молитвенника, вероятно, в VIII или начале IX века неизвестным монахом из Вероны. Принадлежит к распространенной в Средневековье разновидности загадок о письме и рядом специалистов считается самым древним текстом, написанным на романском языке.

## Текст
| Se pareba boves alba pratalia araba albo versorio teneba negro semen seminaba | Он водил волов, белое поле пахал, и белый плуг держал, и чёрным семенем засевал. |

## Объяснение
Загадка описывает труд писца: волы — его пальцы, которые водят пером (белый плуг) по странице (белое поле), оставляя полосы чернил (чёрное семя).

## Происхождение загадки
Загадку в 1924 году обнаружил медиевист Луиджи Скиапарелли в Капитолийской библиотеке Вероны. Она была написана на полях молитвенника, созданного в Толедо примерно в конце VII — начале VIII века, откуда он попал в Кальяри, далее в Пизу и наконец в Верону.

## Анализ
Язык загадки до сих пор вызывает споры в научном сообществе. В первые годы после того, как Скиапарелли обнаружил загадку, считалось, что это древнейший образец итальянского языка. Однако сегодня ряд ученых относит текст к поздней латыни с примесью вульгаризмов: исчезновение конечного –t в глаголах pareba, araba, teneba, seminaba и употребление albo, versorio, negro вместо album, versorium, nigrum. 
Первым неоспоримым документом на итальянском языке считаются Капуанские тяжбы (960-963 гг.).

## Литературное влияние
В слегка изменённом виде загадка упоминается в романе Умберто Эко «Баудолино»: «alba pratalia arabat et negrum semen seminabat».